# Jerry Ferrara
Pour les articles homonymes, voir Ferrara.
Jerry Ferrara est un acteur américain né le 25 novembre 1979 à New York. Il est principalement connu pour son rôle de Turtle dans la série télévisée de HBO Entourage.

## Biographie
Jerry Ferrara né dans l'arrondissement de Brooklyn à New York. Ses parents sont d'origine italienne.
Jerry est essentiellement connu pour son interprétation du personnage fictif de Salvatore "Turtle", dans la série Entourage, retraçant l'ascension hollywoodienne de l'acteur Mark Wahlberg,  également producteur de la série, et son frère Donnie,. Rôle librement inspiré de l'entourage des acteurs, pour lequel Ferrara figure au premier plan en compagnie des co-vedettes Adrien Grenier, Kevin Connolly, Kevin Dillon et Jeremy Piven.

### Vie privée
Entre 2008 et 2009, Jerry Ferrara est en couple avec l'actrice Jamie-Lynn Sigler, rencontrée sur le plateau de la série télévisée Entourage. En 2012, Jerry est en couple avec l'actrice américaine Katie Cassidy,. 
Depuis le 9 janvier 2014, il est en couple avec l'actrice américaine Breanne Racano, qu'il connu grâce à son apparition dans la série Entourage. Le 11 août 2016, ils annoncent leurs fiançailles après deux ans de vie commune. Le 30 juin 2017, ils se sont mariés à Canton, dans l'Ohio aux États-Unis. Le 5 mai 2019, le couple est devenu parents pour la première fois d'un garçon prénommé Jacob. Ils annoncent , via Instagram, avoir accueillis leur deuxième enfant en mai 2021.

## Filmographie

### À la télévision
- 2000 : Un gars du Queens (The King of Queens) - Saison 3, épisode 6 : Joey
- 2000 : That's Life! - Saison 1, épisode 8 : un étudiant
- 2000 : City Guys - Saison 4, épisode 24 : le livreur
- 2001 : C'est pas ma faute ! (Maybe It's Me) - Saison 1, épisode 6
- 2001 : Parents à tout prix (Grounded for Life) - Saison 1, épisode 14 : un jeune homme
- 2002 : Parents à tout prix (Grounded for Life) - Saison 2, épisode 14 : Drew
- 2002 : Leap of Faith - Saison 1, épisode 1 : un jeune homme
- 2004 : New York Police Blues (NYPD Blue) - Saison 11, épisode 12 : Danny Puglisi
- 2004 - 2011 : Entourage : Salvatore « Turtle » Assante
- 2015 - 2019 : Power : Joe Proctor
- 2022 : Power Book II: Ghost : Joe Proctor (1 épisode)

### Au cinéma
- 2004 : Cross Bronx de Larry Golin : Vivo
- 2007 : Where God Left His Shoes de Salvatore Stabile : Vinny
- 2007 : Brooklyn Rules de Michael Corrente : Bobby Canzoneri
- 2007 : Gardener of Eden de Kevin Connolly : George
- 2011 : Seven Days in Utopia de Matt Russell
- 2008 : L'Œil du mal (Eagle Eye) de D. J. Caruso : un ami de Jerry Shaw (non crédité)
- 2012 : Think Like a Man de Tim Story : Jeremy
- 2012 : 7500 de Takashi Shimizu
- 2013 : Empire State de Dito Montiel
- 2013 : Last Vegas de Jon Turteltaub : Todd
- 2013 : Du sang et des larmes : Hasslert
- 2014 : Think Like a Man Too de Tim Story : Jeremy
- 2015 : Entourage de Doug Ellin : Salvatore « Turtle » Assante
- 2016 : Sully de Clint Eastwood : Michael Delaney

### Jeu vidéo
- 2006 : Scarface: The World Is Yours : le manager de l'hôtel (voix)